# Negritos (etnia)
Los negritos o bozalos fueron un conjunto de pueblos de posible filiación guachichil cuyo territorio comprendía la región de Río Blanco, que abarcaba principalmente los actuales municipios de Matehuala y Charcas en San Luis Potosí y el municipio de Aramberri en Nuevo León, extendiéndose hasta el sur colindando con los pames de Guadalcázar.
A diferencia de otros grupos que permanecieron abiertamente hostiles al dominio español, fueron objeto de procesos tempranos de reducción e integración, especialmente en la región de Ipoa (actual Aramberri) y en los alrededores de Matehuala, donde en el siglo XVII ya existían aldeas reconocidas por la administración virreinal. En registros de 1679, por ejemplo, se documentan 31 familias de negritos en el actual municipio de Venado.
Aunque como entidades étnicas diferenciadas desaparecieron durante los siglos XVIII y XIX debido a la asimilación y el mestizaje, su memoria colectiva persiste en comunidades rurales de la región. En particular, sus descendientes conservan prácticas culturales, apellidos y sitios arqueológicos, aun cuando ya no existen estructuras comunitarias visibles. Esta persistencia se manifiesta en tradiciones populares, especialmente en municipios como Aramberri, Zaragoza y Doctor Arroyo.

## Origen del nombre
La denominación "bozalo" es una etiqueta dada por los colonizadores españoles. Según el análisis documental, existen dos explicaciones principales para su origen. La primera lo vincula al término "bozal" en español, entendido en el siglo XVIII como "inculto", y aplicado comúnmente a personas con conocimientos limitados de la religión católica y la cultura hispánica. La segunda plantea que podría derivar del nombre de uno de sus capitanes, Lucas Voçalo, documentado en los registros de bautismos realizados en 1648.
También se empleó el término "negritos" o "negrillos" para referirse a grupos bozalos, si bien varias fuentes los consideraban pueblos diferentes, aunque en ocasiones emparentados o convivientes en las mismas rancherías. La denominación "negrito" no implicaba ascendencia africana, sino que correspondía a un patrón de clasificación común en la época novohispana, en el que ciertos grupos indígenas eran nombrados por su ornamentación y pintura corporal, como fue también el caso de los rayados.

## Historia
La primera mención documentada de los bozalos aparece en 1622 en el libro de bautismos del convento franciscano de Charcas, donde se registra a niñas hijas de "chichimecos vosales". Más adelante, en 1648, se presenta un episodio importante en el que un conjunto de indígenas procedentes de Río Blanco (liderados por cuatro capitanes llamados Canoe, Zapina, Lucas Voçalo y Miguel de Escorigüela) acuden voluntariamente a la hacienda de Matehuala a solicitar el bautismo y ser integrados a la doctrina católica, hecho presenciado por el obispo Juan Ruiz Colmenero.
Durante ese mismo año, se inicia un conflicto jurisdiccional eclesiástico entre los franciscanos del convento y los de la custodia de Rioverde, debido a la disputa por la autoridad misional sobre los indígenas de Río Blanco. Este evento también marca el momento en que los indígenas empiezan a ser reconocidos oficialmente como bozalos en los documentos virreinales. La identidad bozala parece haberse consolidado como resultado de múltiples factores: contacto con misioneros, procesos de bautismo colectivo, acercamiento estratégico a las autoridades virreinales, y adaptación a la estructura virreinal, sin perder del todo su autonomía.
Hacia fines del siglo XVII, también aparecen vinculados a otras parcialidades, en registros donde se agrupa a negritos y bozalos a veces de forma indistinta, pero también con identidades diferenciadas con estructuras propias. En un caso documentado de 1673, un individuo "de nación boçalo" actúa como intermediario diplomático en un conflicto con los janambres, un hecho que muestra su papel activo en las redes interétnicas y la política regional del noreste novohispano.

## Lengua
Desde la perspectiva lingüística, se considera que los bozalos y negritos hablaban una lengua posiblemente emparentada con el idioma huachichil, perteneciente a la familia yutoazteca, como otros pueblos cercanos. Aunque no se conserva documentación directa sobre su idioma, este es conocido por su uso prolongado en contextos locales como el pueblo de indios de Venado. A diferencia de otras lenguas de la región como el pame, cuya documentación está registrada desde vocabularios y gramáticas novohispanas, la lengua de los bozalos no se ha documentado más allá de apellidos y topónimos, lo que la convierte en una de las lenguas perdidas del noreste mexicano.
Los registros del pueblo de Venado indican que, durante buena parte de la época virreinal, los negritos conservaron el uso de su lengua indígena propia, diferenciada tanto del náhuatl hablado por los tlaxcaltecas como del tarasco hablado por los purépechas, ambos pueblos asentados en la región. Aunque el nombre específico de esta lengua no se consigna en los documentos novohispanos, existen varias pruebas indirectas de su vigencia hasta al menos la segunda mitad del siglo XVIII. En particular, entre los años 1757 y 1768, varios matrimonios de personas identificadas como "negritos" fueron registrados con la anotación explícita de que no hablaban español, y por tanto se requería la presencia de un intérprete para que pudieran entender el sacramento.

## Vida cotidiana y cultura
En la época prehispánica, vivían en grupos familiares pequeños dentro del área conocida como el Tunal Grande, que abarca el altiplano potosino. Su economía se basaba en la caza y recolección, aprovechando productos como tunas, mezquites, xoconostles, pequeños mamíferos y venados, los cuales recolectaban estacionalmente. Habitaban en cuevas y tunales que les proporcionaban refugio natural durante meses. Entre sus rituales colectivos más importantes se encontraban los mitotes, celebraciones nocturnas donde danzaban bajo el trance del peyote, fortalecían alianzas con otras tribus y concertaban matrimonios.
Tras su incorporación a la estructura virreinal, adoptaron aspectos del modelo sedentario, aunque conservaron elementos propios. Los barrios indígenas donde se asentaron funcionaban como centros organizativos y religiosos, en torno a un santo patrono, festividades litúrgicas y estructuras como capillas. Las cofradías también formaban parte central de su religiosidad popular. Las relaciones de parentesco jugaban un papel importante en la cohesión del grupo, mostrando una marcada tendencia a la endogamia. Además, tenían formas particulares de organización comunal y liderazgo, encabezadas por un capitán mayor reconocido por las autoridades.